# Frentista de posto de combustível
O frentista de posto de combustível, ou simplesmente frentista, é o profissional que trabalha na linha de frente de um posto de combustível. Além de abastecer os automóveis com combustíveis, eles também realizam outras atribuições, como limpeza de para-brisas e verificação dos níveis de óleo do veículo. Antes da introdução de motores de veículos com partida automática, os frentistas também ligavam os motores dos veículos girando manualmente o virabrequim com uma manivela.
A profissão de frentista foi inicialmente criada com vistas à segurança, pois o processo de reabastecimento deveria ser deixado para os profissionais devido ao risco de acidentes.
Atualmente, na maioria dos países ocidentais, os frentistas não são comuns e geralmente são considerados um tanto nostálgicos. Apesar da crença comum de que no EUA não existe frentistas em postos de combustíveis, e, de fato, ser algo incomum por lá, nos estados de Nova Jersey e Oregon (condados com mais de 40.000 habitantes), na cidade de Weymouth, em Massachusetts, e na cidade de Huntington, em Nova York, os frentistas ainda existiam por lá, porém nos anos 90 foram extintos, já que nestes locais o autoabastecimento é proibido por lei.

## Tarefas
- Verificar a quantidade de combustível na bomba de abastecimento;
- Colocar o combustível até o nível especificado pelo cliente;
- Verificar e reabastecer a pressão dos pneus do veículo, nível de óleo do motor e outros níveis de fluidos;
- Lavar o para-brisas e os vidros do veículo;
- Realizar pequenas reparações no veículo, por ex. substituição de rodas, lâmpadas e palhetas;
- Manutenção e operação de equipamentos automáticos de lavagem de carros;
- Gerenciar a caixa registradora e preparar a nota fiscal;
- Limpeza do poço de abastecimento e do percurso envolvente, loja e instalações;
- Controle de estoque, mantendo registros de combustível, óleo, acessórios e outros itens vendidos

## A profissão de frentista pelo mundo

### África do Sul
Na África do Sul, o abastecimento de combustível self-service é ilegal. As preocupações incluem a perda de empregos e o perigo de os motoristas deixarem seus carros e serem roubados.

### Brasil
A profissão de frentista, no Brasil, surgiu em 1912, quando empresas petrolíferas começaram a exportar para o país gasolina e querosene em latas e tambores.
O autoabastecimento de combustível em postos de combustíveis no Brasil é proibido por lei, por conta da lei federal nº 9.956 promulgada em 2000. A lei foi introduzida pelo deputado federal Aldo Rebelo, que afirma ter salvado 300.000 empregos de frentistas em todo o país.
Por conta dos constantes aumentos de preço dos combustíveis no país, existe um polêmico movimento, denominado "Self Service Brasil", que defende a liberação do serviço de autoabastecimento no Brasil. Os apoiadores desse movimento acreditam que, como isso reduziria os encargos dos pontos, o preço final ao consumidor também seria menor, o que aqueceria a economia e compensaria o número de desempregos causados por tal medida. Os contrários a essa ideia defendem que essa medida aumentaria a insegurança nos postos, além de o serviço ficar mais demorado A Fecombustíveis (Federação Nacional do Comércio Varejista de Combustíveis e Lubrificantes) calcula que o frentista leva 2 minutos e 40 segundos, em média, para encher um tanque na reserva. No self-service, o autoabastecimento iria demorar dez minutos, em média.
Boris Feldman, colunista do blog Auto Papo, do portal UOL, defende que a solução ideal no Brasil é que os postos disponibilizem aos clientes ambas opções de bombas, tanto as self-service quanto as operadas pelo frentista. No seu entender, "tem muita gente que não quer saber de descer do carro, pegar no bico, lá, e abrir o tanque, abastecer, sujar as mãos. Essas pessoas pagariam alguns centavos a mais para ter esse conforto, essa comodidade. Agora, quem está fazendo conta do tostão, iria, naturalmente, para a bomba self-service; e ele mesmo abasteceria seu automóvel".

### Estados Unidos

Os estados americanos de Oregon e Nova Jersey (destacados em vermelho) proíbem o autoatendimento (com poucas exceções). Huntington, Nova York e Weymouth, em Massachusetts, também proíbem o autoatendimento em toda a cidade. Nestes locais, os clientes continuam tendo seus automóveis abastecidos por frentistas.

Em Nova Jersey, o abastecimento de combustível self-service é ilegal. Foi banido em 1949, com a aprovação da "Lei de Segurança de Distribuição de Gasolina no Varejo", após lobby por proprietários de postos de gasolina (a única exceção a isso dentro de Nova Jersey é no posto de gasolina ao lado da Joint Base McGuire-Dix-Lakehurst em Wrightstown). As estações de serviço oferecem apenas serviço completo e "mini serviço". De nota, a proibição não se aplica ao bombeamento de óleo diesel em postos de abastecimento (embora postos de abastecimento individuais possam proibir isso); nem se aplica ao bombeamento de gasolina em barcos ou aeronaves.
O estado de Oregon proibiu o autoatendimento em 1951. A única exceção a isso dentro do Oregon é nos postos de gasolina próximos aos cassinos de reservas indígenas em Pendleton e Grand Ronde, que podem ser self-service. O Oregon proibiu o autoatendimento num estatuto que listou 17 justificativas diferentes, incluindo inflamabilidade, risco de crime de clientes deixando seus veículos, fumaça tóxica e os empregos criados pela exigência de minisserviço. A proibição da gasolina de autoatendimento no Oregon também é vista como parte da cultura do Oregon.
Em 2018, o autoatendimento foi legalizado em condados com 40.000 habitantes ou menos. Em 2020, como resposta à pandemia do COVID-19, o Oregon permitiu temporariamente o autoatendimento em todo o estado.
Na cidade de Huntington, em Nova York, desde o início da década de 1970, os postos de gasolina de autoatendimento são ilegais, com todos os postos de gasolina sendo de serviço completo. A medida foi tomada primeiro para evitar roubos e depois por questões de segurança.

### Egito
No Egito, os frentistas são empregados em todas as estações e é costume receber gorjeta. Limpar para-brisas e verificar a pressão dos pneus são suas principais tarefas, além do abastecimento.

### Finlândia
Na Finlândia, os frentistas de posto de combustível são usados atualmente apenas nos postos da bandeira Shell.

### Indonésia
Na Indonésia, os postos de combustível geralmente empregam mulheres como frentistas, muitas das quais usam uniformes projetados para incluir o tradicional hijab.

### Japão
O abastecimento via self-service foi legalizado no Japão em 1998, após a abolição da Lei Especial do Petróleo, que levou à desregulamentação da indústria petrolífera no país. De acordo com os regulamentos de segurança atuais, enquanto os motoristas são capazes de autoabastecer em postos de combustível, geralmente identificados em japonês como serufuserufu (セルフ), pelo menos um frentista deve estar à disposição para vigiar possíveis violações de segurança e prestar assistência aos motoristas sempre que necessário.

## Danos à saúde
Estudos sugerem que a exposição constante aos solventes da gasolina (benzeno, tolueno e xileno), que evaporam durante o abastecimento e são absorvidos através da pele e respiração, podem ser prejudiciais aos frentistas.
Em 2012, fonoaudiólogas da Universidade Federal de Santa Maria (UFSM) encontraram problemas na audição dos trabalhadores. Detectaram alterações em altas frequências e no reflexo muscular que protege o ouvido interno de ruídos altos.
Em 2014, um estudo realizado por Thiago Leiros Costa, do Instituto de Psicologia da Universidade de São Paulo (USP), descobriu que um frentista pode ter sua visão prejudicada, com dificuldade para distinguir cores e contrastes.